# Aït Mzal
Ne pas confondre avec le caïdat d'Aït Mzal ou tribu des Aït Mzal.
Aït Mzal (forme officielle française ; en amazighe : Ayt Mẓal), est une commune rurale marocaine de la province de Chtouka-Aït Baha et de la région de Souss-Massa. Elle est rattachée au caïdat d'Aït Mzal, lui-même rattaché au cercle d'Aït Baha. Son chef-lieu, également chef-lieu du caïdat d'Aït Mzal, est un village du même nom.
La commune rurale d'Ait Mzal englobe les tribus suivantes : la Tribu Ait Mzal, la Tribu Ait Oualiad et la Tribu Imchguiguilne.

## Géographie
La commune d'Aït Mzal a pour coordonnées géographiques : 30° 02′ 07″ N, 9° 07′ 35″ O. Son territoire se trouve au centre-est de la province de Chtouka-Aït Baha, à environ 75 km par la route au sud-est de la ville d'Agadir, chef-lieu de sa région.
Les communes limitrophes sont :
- la commune urbaine d'Aït Baha[3], chef-lieu de son cercle, qu'elle englobe ;
- les communes rurales, toutes situées dans la même province, de Tassegdelt, de Hilala, de Tizi Ntakoucht, d'Aït Ouadrim, de Sidi Boushab et d'Imi Mqourne.

Elle est traversée par la 105 qui lui permet notamment de rejoindre, au nord-ouest, les villes d'Aït Baha (à 6,5 km du village d'Aït Mzal), de Biougra (à 37 km) et d'Aït Melloul (à 66 km).
Un barrage y a été construit sur l'oued Izigue afin de faciliter l'agriculture locale, souvent confrontée à la sécheresse, et d'alimenter en eau potable les villages avoisinants et la ville d'Aït Baha. Baptisé Ahl Souss, il a été inauguré en 2004 et représente le 101e barrage créé dans le pays.

## Toponymie
En berbère, Mzal signifie « Grand et pieux ».
« origine Mzal ».

## Démographie
La population de la commune d'Aït Mzal a connu une baisse d'environ 9 % entre les deux derniers recensements de 1994 et de 2004, passant de 5 018 à 4 555 habitants.

## Administration et politique
Un centre de santé communal est implanté dans son chef-lieu, et l'hôpital local d'Aït Baha se trouve à proximité (données de 2007).